# Grotta del Rio Secco
La Grotta del Rio Secco è un sito archeologico italiano in grotta localizzato sull'Altopiano di Pradis, in località Clauzetto (PN), in Friuli-Venezia Giulia. Il riparo è stato abitato sia da Homo neanderthalensis che da Homo sapiens e presenta industrie musteriane e gravettiane; il sito si qualifica come un'importante fonte di informazioni sul Paleolitico medio e superiore del settore nord-est italiano.

## Inquadramento geografico
All'interno del gruppo montuoso delle Prealpi Carniche è situato l’Altopiano di Pradis, una piattaforma composta prevalentemente da rocce carbonatiche e terrigene situata nel settore orientale della serie prealpina. Il territorio interessato è inciso da sporadici elementi idrografici in superficie mentre gode di un carsismo sviluppato evidenziato dall'elevata presenza di crepacciatture, forre, inghiottitoi, doline e oltre duecento cavità esplorante nel sottosuolo. due principali elementi idrografici: il primo, il torrente Rio Secco, percorre l’altopiano nel suo settore occidentale e prosegue verso sud fino a congiungersi con il secondo, il torrente Cosa, nel bacino idrico del Lago del Tul. A differenza del Rio Secco, il Cosa è tuttora attivo e le sue acque le colline pedemontane.
La grotta-riparo si trova a 580 m di quota s.l.m. e si apre verso sud sul versante sinistro del torrente del Rio Secco a circa 20 metri dall'attuale letto di scorrimento. La vasta cavità è limitata verso l’esterno da un cordone di massi di crolli e presenta un’area spianata e successivamente riadattata attraverso la costruzione di due muretti a secco, probabili resti di un ricovero improvvisato e frequentato attivamente fino ad epoche molto più recenti.
Insieme a Grotta del Rio Secco, l'Altopiano di Pradis ospita altri due siti archeologici e naturalistici:
- Grotta del Clusantin; sito epigravettiano datato a 14.000 anni fa.[4]
- Grotte verdi di Pradis; complesso di cavità carsiche adiacente al torrente Cosa caratterizzato da resti archeologici attribuibili al Paleolitico medio e al Paleolitico superiore.

## Storia delle ricerche
La Grotta del Rio Secco è stata scoperta nel 2002 durante una campagna di prospezioni che aveva come obbiettivo esplorare le evidenze archeologiche e la storia più antica nel settore occidentale del Friuli-Venezia Giulia. Grazie alla concessione del Ministero dei Beni Culturali e della Soprintendenza per i Beni Archeologici del Friuli-Venezia Giulia, nell'estate dello stesso anno è stata condotta un'altra serie di prospezioni archeologiche.
Accertata l’importanza della cavità in seguito all'apertura del sondaggio nel 2002 e confermata la collocazione al Paleolitico medio finale e al Paleolitico superiore dei resti ossei e dei manufatti rinvenuti, l’esplorazione del sito friulano è proseguita attraverso l’apertura nel 2010 di un cantiere archeologico da parte dei ricercatori dell'Università degli Studi di Ferrara. Le campagne di scavo si sono successe annualmente fino al 2017 ed hanno permesso di approfondire la stratigrafia messa in evidenza durante la prima campagna del 2010.
Parte dei reperti rinvenuti durante le attività di ricerca è esposta al Museo della Grotta di Gerchia, struttura che ospita resti e manufatti provenienti anche dal sito di Grotta del Clusantin, dalle Grotte Verdi di Pradis e da Caverna Mainarda.

## Datazione dei livelli archeologici
A Grotta del Rio Secco è stato possibile conoscere le età dei livelli musteriani e della frequentazione gravettiana grazie a una serie di datazioni al radiocarbonio.
- Nei livelli musteriani (US7 e US5tetto) si è determinato un limite inferiore più antico di 49.000 anni fa (US7) e un limite superiore di 45.840 anni calibrati BP.
- Nel livello gravettiano (US6) le datazioni riportano un intervallo da 33.489 a 30.020 anni calibrati BP.

## Faune
I livelli musteriani hanno restituito abbondanti resti ossei attestando un'ampia varietà di animali e di condizioni ecologiche attorno al riparo. Sono in netta superiorità numerica i resti di ursidi (Ursus arctos e Ursus spelaeus), di canidi (Canis lupus) e mustelidi (martora, ermellino e tasso); i grandi cervidi (Cervus elaphus, l'alce, il capriolo e il megacero) sono più rappresentati rispetto ai caprini (camoscio) e ai bovidi (Bos/Bison generico e Bison priscus). Pochi i resti infine di cinghiale (Sus scrofa).
I resti faunistici gravettiani sono scarsi e perlopiù rappresentati da stambecco (Capra ibex), camoscio (Rupicapra rupicapra), bovidi (Bos/Bison), orso delle caverne (Ursus spelaeus) e castoro (Caster fiber). Una peculiarità attribuita alle microunità gravettiane è il ritrovamento di numerosi resti di avifauna che ha portato all'identificazione di 18 specie: il loro studio ha permesso di riconoscere un mosaico ambientale composto da foreste miste e di conifere e praterie. Il ritrovamento della pernice bianca (Lagopus muta) ha fornito rilevanti indicazioni anche sul clima rigido dell'Ultimo massimo glaciale. Sono presenti evidenze di sfruttamento a scopo alimentare dell'avifauna da parte delle popolazioni gravettiane.